# Mare Trezorier
Maestru al Trezoreriei sau Mare Trezorier (germană Königliche Ober-Schatzmeister, maghiară tárnokmester, latină magister tavarnicorum, latină magister tavernocorum regalium sau latină summus camerarius, slovacă taverník croată tavernik) a fost un oficial regal în Regatul Ungariei începând din secolul al XII-lea.
Cu toate că inițial trezorierii erau responsabili cu colectarea și administrarea veniturilor regale, cu timpul au primit mai multe funcții judiciare și s-au transformat în cei mai înalți judecători ai domeniului.  Din secolul al XIV-lea, trezorierii au prezidat instanța de appel pentru  un grup de orașe libere regești incluzând Buda (Budapesta, Ungaria), Bártfa (Bardejov, Slovacia), Eperjes (Prešov, Slovacia), Kassa (Košice, Slovacia), Nagyszombat (Trnava, Slovacia), și Pressburg (Pozsony, Bratislava, Slovacia).